# Duékoué
Duékoué è una città, sottoprefettura e comune della Costa d'Avorio. È anche capoluogo della regione di Guémon e dell'omonimo dipartimento. Conta una popolazione di 185 344 abitanti (censimento 2014).